# Junjiahua
Junjiahua, Junhua of Junsheng is de benoeming van de verzameling geïsoleerde dialecten in Guangdong, Guangxi, Hainan en Fujian. Sommigen zeggen dat dat deze geïsoleerde dialecten oosprokelijk een Mandarijns dialect waren die in zuidelijk China geassimileerd raakten. Junhua stamt uit de Ming-dynastie en werd gesproken in legerkampen als lingua franca tussen de verschillende Chinese dialecten die soldaten uit alle uithoeken van China kwamen. Gebieden rond deze legerkampen hebben het dialect overgenomen. Tegenwoordig zijn Junjiahua een bedreigde taal. In Hainan spreken nog ongeveer 100.000 mensen het dialect. Ze wonen voornamelijk in Sanya, Autonome Li Prefectuur Changjiang, Danzhou, Dongfang en Lingao.
Het Dapenghua dat in de Shenzhense streek Dapengbandao wordt gesproken wordt door sommigen ook beschouwd als Junjiahua.